# Musse Piggs födelsedag (1931)
Musse Piggs födelsedag (engelska: The Birthday Party) är en amerikansk animerad kortfilm med Musse Pigg från 1931.

## Handling
Musse Piggs vänner har ordnat en födelsedagsfest åt honom i Mimmi Piggs hus. Han får en tårta med två ljus och ett litet piano där han bland annat med Mimmi spelar och sjunger I Can't Give You Anything but Love.

## Om filmen
Filmen är den 25:e Musse Pigg-kortfilmen som producerades och den första som lanserades år 1931.
1942 släpptes en ny version av filmen i färg, på svenska med med samma titel som denna film.
Filmen hade svensk premiär den 8 oktober 1931 på biografen Palladium i Stockholm.

## Rollista
- Walt Disney – Musse Pigg
- Marcellite Garner – Mimmi Pigg[7]